# Italianamerican
Italianamerican es un documental de 1974 dirigido por Martin Scorsese. Se trata de un documental casero donde aparecen sus padres, Catherine y Charles Scorsese. Los Scorsese hablan sobre sus experiencias en la ciudad de Nueva York poblada por inmigrantes italianos, mientras cenan en su apartamento de la Elizabeth Street. La madre de Scorsese además enseña a preparar albóndigas y al final de la película aparece la receta en los créditos. Entre las temáticas tratadas en la película están la familia, la religión, sus orígenes, sus ancestros italianos, la vida en Italia después de la guerra y las dificultades para sobrevivir de los inmigrantes sicilianos en Estados Unidos. 